# Lijst van vissen B
Deze lijst van vissen B bevat alle vissen beginnende met de letter B zoals opgenomen in FishBase. De lijst is gebaseerd op de wetenschappelijke naam van de vissoort. Voor de overige namen zie: Lijst van alle vissen.
1. Badis assamensis
2. Badis badis
3. Badis blosyrus
4. Badis chittagongis
5. Badis corycaeus
6. Badis ferrarisi
7. Badis kanabos
8. Badis khwae
9. Badis kyar
10. Badis pyema
11. Badis ruber
12. Badis siamensis
13. Badis tuivaiei
14. Bagarius bagarius
15. Bagarius rutilus
16. Bagarius suchus
17. Bagarius yarrelli
18. Bagre bagre
19. Bagre marinus
20. Bagre panamensis
21. Bagre pinnimaculatus
22. Bagrichthys hypselopterus
23. Bagrichthys macracanthus
24. Bagrichthys macropterus
25. Bagrichthys majusculus
26. Bagrichthys micranodus
27. Bagrichthys obscurus
28. Bagrichthys vaillantii
29. Bagroides hirsutus
30. Bagroides melapterus
31. Bagropsis reinhardti
32. Bagrus bajad
33. Bagrus caeruleus
34. Bagrus degeni
35. Bagrus docmak
36. Bagrus filamentosus
37. Bagrus lubosicus
38. Bagrus meridionalis
39. Bagrus orientalis
40. Bagrus ubangensis
41. Bagrus urostigma
42. Bahaba chaptis
43. Bahaba polykladiskos
44. Bahaba taipingensis
45. Baileychromis centropomoides
46. Bairdiella armata
47. Bairdiella batabana
48. Bairdiella chrysoura
49. Bairdiella ensifera
50. Bairdiella icistia
51. Bairdiella ronchus
52. Bairdiella sanctaeluciae
53. Bajacalifornia aequatoris
54. Bajacalifornia arcylepis
55. Bajacalifornia burragei
56. Bajacalifornia calcarata
57. Bajacalifornia erimoensis
58. Bajacalifornia megalops
59. Bajacalifornia microstoma
60. Balantiocheilos ambusticauda
61. Balantiocheilos melanopterus
62. Balistapus undulatus
63. Balistes capriscus
64. Balistes ellioti
65. Balistes polylepis
66. Balistes punctatus
67. Balistes rotundatus
68. Balistes vetula
69. Balistes willughbeii
70. Balistoides conspicillum
71. Balistoides viridescens
72. Balitora annamitica
73. Balitora brucei
74. Balitora burmanica
75. Balitora elongata
76. Balitora lancangjiangensis
77. Balitora meridionalis
78. Balitora mysorensis
79. Balitora nantingensis
80. Balitora tchangi
81. Ballerus ballerus
82. Bangana almorae
83. Bangana behri
84. Bangana devdevi
85. Bangana diplostoma
86. Bangana elegans
87. Bangana lemassoni
88. Bangana lippus
89. Bangana sinkleri
90. Bangana tonkinensis
91. Bangana xanthogenys
92. Bangana yunnanensis
93. Banjos banjos
94. Barathrites iris
95. Barathrites parri
96. Barathrodemus manatinus
97. Barathrodemus nasutus
98. Barathronus affinis
99. Barathronus bicolor
100. Barathronus bruuni
101. Barathronus diaphanus
102. Barathronus maculatus
103. Barathronus multidens
104. Barathronus pacificus
105. Barathronus parfaiti
106. Barathronus unicolor
107. Barbantus curvifrons
108. Barbantus elongatus
109. Barbatula altayensis
110. Barbatula araxensis
111. Barbatula barbatula
112. Barbatula bergamensis
113. Barbatula bergiana
114. Barbatula brandtii
115. Barbatula cinica
116. Barbatula compressirostris
117. Barbatula dgebuadzei
118. Barbatula erdali
119. Barbatula euphratica
120. Barbatula farsica
121. Barbatula frenata
122. Barbatula germencica
123. Barbatula kermanshahensis
124. Barbatula mediterraneus
125. Barbatula merga
126. Barbatula nuda
127. Barbatula panthera
128. Barbatula paucilepis
129. Barbatula persa
130. Barbatula phoxinoides
131. Barbatula pulsiz
132. Barbatula seyhanensis
133. Barbatula tigris
134. Barbatula toni
135. Barbichthys laevis
136. Barbichthys nitidus
137. Barbodes balleroides
138. Barbodes belinka
139. Barbodes bovanicus
140. Barbodes carnaticus
141. Barbodes colemani
142. Barbodes elongatus
143. Barbodes jolamarki
144. Barbodes mahakkamensis
145. Barbodes platysoma
146. Barbodes polylepis
147. Barbodes rhomboides
148. Barbodes strigatus
149. Barbodes sunieri
150. Barbodes wynaadensis
151. Barboides britzi
152. Barboides gracilis
153. Barbonymus altus
154. Barbonymus collingwoodii
155. Barbonymus gonionotus
156. Barbonymus schwanenfeldii
157. Barbopsis devecchii
158. Barbourisia rufa
159. Barbucca diabolica
160. Barbulifer antennatus
161. Barbulifer ceuthoecus
162. Barbulifer mexicanus
163. Barbulifer pantherinus
164. Barbuligobius boehlkei
165. Barbus ablabes
166. Barbus aboinensis
167. Barbus acuticeps
168. Barbus afrohamiltoni
169. Barbus afrovernayi
170. Barbus albanicus
171. Barbus aliciae
172. Barbus alluaudi
173. Barbus aloyi
174. Barbus altianalis
175. Barbus altidorsalis
176. Barbus alvarezi
177. Barbus amanpoae
178. Barbus amatolicus
179. Barbus amboseli
180. Barbus andrewi
181. Barbus anema
182. Barbus annectens
183. Barbus anniae
184. Barbus anoplus
185. Barbus ansorgii
186. Barbus apleurogramma
187. Barbus arabicus
188. Barbus arambourgi
189. Barbus arcislongae
190. Barbus argenteus
191. Barbus aspilus
192. Barbus aspius
193. Barbus atakorensis
194. Barbus atkinsoni
195. Barbus atromaculatus
196. Barbus bagbwensis
197. Barbus balcanicus
198. Barbus barbulus
199. Barbus barbus
200. Barbus barnardi
201. Barbus barotseensis
202. Barbus batesii
203. Barbus baudoni
204. Barbus bawkuensis
205. Barbus bellcrossi
206. Barbus bifrenatus
207. Barbus bigornei
208. Barbus boboi
209. Barbus bocagei
210. Barbus borysthenicus
211. Barbus bourdariei
212. Barbus brachycephalus brachycephalus
213. Barbus brachycephalus caspius
214. Barbus brachygramma
215. Barbus brazzai
216. Barbus breviceps
217. Barbus brevidorsalis
218. Barbus brevilateralis
219. Barbus brevipinnis
220. Barbus brevispinis
221. Barbus brichardi
222. Barbus bynni bynni
223. Barbus bynni occidentalis
224. Barbus bynni waldroni
225. Barbus cadenati
226. Barbus calidus
227. Barbus callensis
228. Barbus callipterus
229. Barbus camptacanthus
230. Barbus candens
231. Barbus caninus
232. Barbus capito capito
233. Barbus capito conocephalus
234. Barbus carcharhinoides
235. Barbus cardozoi
236. Barbus carens
237. Barbus carpathicus
238. Barbus castrasibutum
239. Barbus catenarius
240. Barbus caudosignatus
241. Barbus caudovittatus
242. Barbus cercops
243. Barbus chicapaensis
244. Barbus chiumbeensis
245. Barbus chlorotaenia
246. Barbus choloensis
247. Barbus ciscaucasicus
248. Barbus citrinus
249. Barbus claudinae
250. Barbus clauseni
251. Barbus collarti
252. Barbus comizo
253. Barbus compiniei
254. Barbus condei
255. Barbus congicus
256. Barbus cyclolepis
257. Barbus dartevellei
258. Barbus deguidei
259. Barbus deserti
260. Barbus dialonensis
261. Barbus diamouanganai
262. Barbus ditinensis
263. Barbus dorsolineatus
264. Barbus eburneensis
265. Barbus elephantis
266. Barbus ensis
267. Barbus erubescens
268. Barbus erythrozonus
269. Barbus escherichii
270. Barbus esocinus
271. Barbus ethiopicus
272. Barbus euboicus
273. Barbus eurystomus
274. Barbus eutaenia
275. Barbus evansi
276. Barbus fasciolatus
277. Barbus fasolt
278. Barbus foutensis
279. Barbus fritschii
280. Barbus gananensis
281. Barbus gestetneri
282. Barbus girardi
283. Barbus goktschaicus
284. Barbus graecus
285. Barbus graellsii
286. Barbus greenwoodi
287. Barbus gruveli
288. Barbus grypus
289. Barbus guildi
290. Barbus guineensis
291. Barbus guirali
292. Barbus guiraonis
293. Barbus gulielmi
294. Barbus gurneyi
295. Barbus haasi
296. Barbus haasianus
297. Barbus habereri
298. Barbus harterti
299. Barbus holotaenia
300. Barbus hospes
301. Barbus huguenyi
302. Barbus huloti
303. Barbus hulstaerti
304. Barbus humeralis
305. Barbus humilis
306. Barbus humphri
307. Barbus hypsolepis
308. Barbus inaequalis
309. Barbus innocens
310. Barbus iturii
311. Barbus jacksoni
312. Barbus jae
313. Barbus janssensi
314. Barbus jubbi
315. Barbus kamolondoensis
316. Barbus kersin
317. Barbus kerstenii
318. Barbus kessleri
319. Barbus kissiensis
320. Barbus kubanicus
321. Barbus kuiluensis
322. Barbus lacerta
323. Barbus lagensis
324. Barbus lamani
325. Barbus laticeps
326. Barbus lauzannei
327. Barbus leonensis
328. Barbus leptopogon
329. Barbus liberiensis
330. Barbus lineomaculatus
331. Barbus longiceps
332. Barbus longifilis
333. Barbus lornae
334. Barbus lorteti
335. Barbus loveridgii
336. Barbus luapulae
337. Barbus lucius
338. Barbus lufukiensis
339. Barbus luikae
340. Barbus lujae
341. Barbus lukindae
342. Barbus lukusiensis
343. Barbus luluae
344. Barbus macedonicus
345. Barbus machadoi
346. Barbus macinensis
347. Barbus macroceps
348. Barbus macrolepis
349. Barbus macrops
350. Barbus macrotaenia
351. Barbus magdalenae
352. Barbus malacanthus
353. Barbus manicensis
354. Barbus mariae
355. Barbus marmoratus
356. Barbus martorelli
357. Barbus matthesi
358. Barbus mattozi
359. Barbus mawambi
360. Barbus mawambiensis
361. Barbus mbami
362. Barbus mediosquamatus
363. Barbus melanotaenia
364. Barbus meridionalis
365. Barbus microbarbis
366. Barbus microcephalus
367. Barbus micronema
368. Barbus microterolepis
369. Barbus mimus
370. Barbus miolepis
371. Barbus mirabilis
372. Barbus mocoensis
373. Barbus mohasicus
374. Barbus motebensis
375. Barbus multilineatus
376. Barbus mungoensis
377. Barbus mursa
378. Barbus musumbi
379. Barbus myersi
380. Barbus mystaceus
381. Barbus nanningsi
382. Barbus nasus
383. Barbus neefi
384. Barbus neglectus
385. Barbus neumayeri
386. Barbus nigeriensis
387. Barbus nigrifilis
388. Barbus nigroluteus
389. Barbus niokoloensis
390. Barbus nounensis
391. Barbus nyanzae
392. Barbus oligogrammus
393. Barbus olivaceus
394. Barbus osseensis
395. Barbus owenae
396. Barbus oxyrhynchus
397. Barbus pagenstecheri
398. Barbus pallidus
399. Barbus paludinosus
400. Barbus papilio
401. Barbus parablabes
402. Barbus parajae
403. Barbus parawaldroni
404. Barbus paucisquamatus
405. Barbus pectoralis
406. Barbus pellegrini
407. Barbus peloponnesius
408. Barbus perince
409. Barbus petchkovskyi
410. Barbus petenyi
411. Barbus petitjeani
412. Barbus platyrhinus
413. Barbus plebejus
414. Barbus pleurogramma
415. Barbus pleuropholis
416. Barbus pobeguini
417. Barbus poechii
418. Barbus prespensis
419. Barbus prionacanthus
420. Barbus profundus
421. Barbus progenys
422. Barbus pseudognathodon
423. Barbus pseudotoppini
424. Barbus pumilus
425. Barbus punctitaeniatus
426. Barbus pygmaeus
427. Barbus quadrilineatus
428. Barbus quadripunctatus
429. Barbus radiatus aurantiacus
430. Barbus radiatus radiatus
431. Barbus raimbaulti
432. Barbus reinii
433. Barbus rhinophorus
434. Barbus rocadasi
435. Barbus rohani
436. Barbus rosae
437. Barbus roussellei
438. Barbus rouxi
439. Barbus roylii
440. Barbus ruasae
441. Barbus rubrostigma
442. Barbus sacratus
443. Barbus salessei
444. Barbus salmo
445. Barbus schoutedeni
446. Barbus sclateri
447. Barbus serengetiensis
448. Barbus serra
449. Barbus sexradiatus
450. Barbus seymouri
451. Barbus somereni
452. Barbus stanleyi
453. Barbus stappersii
454. Barbus stauchi
455. Barbus steindachneri
456. Barbus stigmasemion
457. Barbus stigmatopygus
458. Barbus subinensis
459. Barbus sublimus
460. Barbus sublineatus
461. Barbus subquincunciatus
462. Barbus sylvaticus
463. Barbus syntrechalepis
464. Barbus taeniopleura
465. Barbus taeniurus
466. Barbus tanapelagius
467. Barbus tangandensis
468. Barbus tauricus
469. Barbus tegulifer
470. Barbus tetraspilus
471. Barbus tetrastigma
472. Barbus thamalakanensis
473. Barbus thessalus
474. Barbus thysi
475. Barbus tiekoroi
476. Barbus tomiensis
477. Barbus tongaensis
478. Barbus toppini
479. Barbus trachypterus
480. Barbus traorei
481. Barbus treurensis
482. Barbus trevelyani
483. Barbus trimaculatus
484. Barbus trinotatus
485. Barbus trispiloides
486. Barbus trispilomimus
487. Barbus trispilopleura
488. Barbus trispilos
489. Barbus tropidolepis
490. Barbus turkanae
491. Barbus tyberinus
492. Barbus unitaeniatus
493. Barbus urostigma
494. Barbus urotaenia
495. Barbus usambarae
496. Barbus vanderysti
497. Barbus venustus
498. Barbus versluysii
499. Barbus viktorianus
500. Barbus viviparus
501. Barbus walkeri
502. Barbus wellmani
503. Barbus wurtzi
504. Barbus xanthopterus
505. Barbus yeiensis
506. Barbus yongei
507. Barbus zalbiensis
508. Barbus zanzibaricus
509. Barilius bakeri
510. Barilius barila
511. Barilius barna
512. Barilius barnoides
513. Barilius bendelisis
514. Barilius bernatziki
515. Barilius borneensis
516. Barilius canarensis
517. Barilius caudiocellatus
518. Barilius chatricensis
519. Barilius dimorphicus
520. Barilius dogarsinghi
521. Barilius evezardi
522. Barilius gatensis
523. Barilius huahinensis
524. Barilius infrafasciatus
525. Barilius lairokensis
526. Barilius mesopotamicus
527. Barilius modestus
528. Barilius nanensis
529. Barilius naseeri
530. Barilius nelsoni
531. Barilius ngawa
532. Barilius ornatus
533. Barilius pakistanicus
534. Barilius ponticulus
535. Barilius radiolatus
536. Barilius shacra
537. Barilius tileo
538. Barilius vagra
539. Bario steindachneri
540. Baryancistrus demantoides
541. Baryancistrus longipinnis
542. Baryancistrus niveatus
543. Bascanichthys bascanium
544. Bascanichthys bascanoides
545. Bascanichthys ceciliae
546. Bascanichthys congoensis
547. Bascanichthys cylindricus
548. Bascanichthys deraniyagalai
549. Bascanichthys fijiensis
550. Bascanichthys filaria
551. Bascanichthys inopinatus
552. Bascanichthys kirkii
553. Bascanichthys longipinnis
554. Bascanichthys myersi
555. Bascanichthys panamensis
556. Bascanichthys paulensis
557. Bascanichthys pusillus
558. Bascanichthys scuticaris
559. Bascanichthys sibogae
560. Basilichthys archaeus
561. Basilichthys australis
562. Basilichthys microlepidotus
563. Basilichthys semotilus
564. Bassanago bulbiceps
565. Bassanago hirsutus
566. Bassogigas gillii
567. Bassozetus compressus
568. Bassozetus elongatus
569. Bassozetus galatheae
570. Bassozetus glutinosus
571. Bassozetus levistomatus
572. Bassozetus multispinis
573. Bassozetus nasus
574. Bassozetus normalis
575. Bassozetus oncerocephalus
576. Bassozetus robustus
577. Bassozetus taenia
578. Bassozetus werneri
579. Bassozetus zenkevitchi
580. Batasio affinis
581. Batasio batasio
582. Batasio dayi
583. Batasio elongatus
584. Batasio fasciolatus
585. Batasio feruminatus
586. Batasio havmolleri
587. Batasio macronotus
588. Batasio merianiensis
589. Batasio niger
590. Batasio pakistanicus
591. Batasio procerus
592. Batasio sharavatiensis
593. Batasio spilurus
594. Batasio tengana
595. Batasio tigrinus
596. Batasio travancoria
597. Bathophilus abarbatus
598. Bathophilus altipinnis
599. Bathophilus ater
600. Bathophilus brevis
601. Bathophilus digitatus
602. Bathophilus filifer
603. Bathophilus flemingi
604. Bathophilus indicus
605. Bathophilus irregularis
606. Bathophilus kingi
607. Bathophilus longipinnis
608. Bathophilus nigerrimus
609. Bathophilus pawneei
610. Bathophilus proximus
611. Bathophilus schizochirus
612. Bathophilus vaillanti
613. Bathyaethiops breuseghemi
614. Bathyaethiops caudomaculatus
615. Bathyaethiops greeni
616. Bathyagonus alascanus
617. Bathyagonus infraspinatus
618. Bathyagonus nigripinnis
619. Bathyagonus pentacanthus
620. Bathyanthias cubensis
621. Bathyanthias mexicanus
622. Bathyanthias roseus
623. Bathyaploactis curtisensis
624. Bathyaploactis ornatissima
625. Bathybagrus grandis
626. Bathybagrus graueri
627. Bathybagrus platycephalus
628. Bathybagrus sianenna
629. Bathybagrus stappersii
630. Bathybagrus tetranema
631. Bathybates fasciatus
632. Bathybates ferox
633. Bathybates graueri
634. Bathybates hornii
635. Bathybates leo
636. Bathybates minor
637. Bathybates vittatus
638. Bathyblennius antholops
639. Bathycallionymus kaianus
640. Bathycallionymus sokonumeri
641. Bathyclarias atribranchus
642. Bathyclarias euryodon
643. Bathyclarias filicibarbis
644. Bathyclarias foveolatus
645. Bathyclarias gigas
646. Bathyclarias ilesi
647. Bathyclarias jacksoni
648. Bathyclarias longibarbis
649. Bathyclarias nyasensis
650. Bathyclarias rotundifrons
651. Bathyclarias worthingtoni
652. Bathyclupea argentea
653. Bathyclupea elongata
654. Bathyclupea gracilis
655. Bathyclupea hoskynii
656. Bathyclupea malayana
657. Bathyclupea megaceps
658. Bathyclupea schroederi
659. Bathycongrus aequoreus
660. Bathycongrus bleekeri
661. Bathycongrus bullisi
662. Bathycongrus dubius
663. Bathycongrus guttulatus
664. Bathycongrus macrocercus
665. Bathycongrus macrurus
666. Bathycongrus nasicus
667. Bathycongrus odontostomus
668. Bathycongrus polyporus
669. Bathycongrus retrotinctus
670. Bathycongrus thysanochilus
671. Bathycongrus trilineatus
672. Bathycongrus varidens
673. Bathycongrus vicinalis
674. Bathycongrus wallacei
675. Bathydraco antarcticus
676. Bathydraco joannae
677. Bathydraco macrolepis
678. Bathydraco marri
679. Bathydraco scotiae
680. Bathygadus antrodes
681. Bathygadus bowersi
682. Bathygadus cottoides
683. Bathygadus dubiosus
684. Bathygadus entomelas
685. Bathygadus favosus
686. Bathygadus furvescens
687. Bathygadus garretti
688. Bathygadus macrops
689. Bathygadus melanobranchus
690. Bathygadus nipponicus
691. Bathygadus spongiceps
692. Bathygadus sulcatus
693. Bathygobius aeolosoma
694. Bathygobius albopunctatus
695. Bathygobius andrei
696. Bathygobius arundelii
697. Bathygobius burtoni
698. Bathygobius casamancus
699. Bathygobius coalitus
700. Bathygobius cocosensis
701. Bathygobius cotticeps
702. Bathygobius crassiceps
703. Bathygobius curacao
704. Bathygobius cyclopterus
705. Bathygobius fishelsoni
706. Bathygobius fuscus
707. Bathygobius hongkongensis
708. Bathygobius karachiensis
709. Bathygobius kreftii
710. Bathygobius laddi
711. Bathygobius lineatus
712. Bathygobius meggitti
713. Bathygobius mystacium
714. Bathygobius niger
715. Bathygobius ostreicola
716. Bathygobius padangensis
717. Bathygobius panayensis
718. Bathygobius petrophilus
719. Bathygobius ramosus
720. Bathygobius smithi
721. Bathygobius soporator
722. Bathygobius versicolor
723. Bathylaco macrophthalmus
724. Bathylaco nielseni
725. Bathylaco nigricans
726. Bathylagichthys australis
727. Bathylagichthys longipinnis
728. Bathylagichthys parini
729. Bathylagichthys problematicus
730. Bathylagoides argyrogaster
731. Bathylagus andriashevi
732. Bathylagus antarcticus
733. Bathylagus borealis
734. Bathylagus callorhini
735. Bathylagus euryops
736. Bathylagus gracilis
737. Bathylagus greyae
738. Bathylagus niger
739. Bathylagus nigrigenys
740. Bathylagus pacificus
741. Bathylagus stilbius
742. Bathylagus tenuis
743. Bathylagus wesethi
744. Bathylutichthys taranetzi
745. Bathylychnops exilis
746. Bathymaster caeruleofasciatus
747. Bathymaster derjugini
748. Bathymaster leurolepis
749. Bathymaster signatus
750. Bathymicrops belyaninae
751. Bathymicrops brevianalis
752. Bathymicrops multispinis
753. Bathymicrops regis
754. Bathymyrus echinorhynchus
755. Bathymyrus simus
756. Bathymyrus smithi
757. Bathyonus caudalis
758. Bathyonus laticeps
759. Bathyonus pectoralis
760. Bathyphylax bombifrons
761. Bathyphylax omen
762. Bathyphylax pruvosti
763. Bathyprion danae
764. Bathypterois andriashevi
765. Bathypterois atricolor
766. Bathypterois bigelowi
767. Bathypterois dubius
768. Bathypterois filiferus
769. Bathypterois grallator
770. Bathypterois guentheri
771. Bathypterois insularum
772. Bathypterois longicauda
773. Bathypterois longifilis
774. Bathypterois longipes
775. Bathypterois oddi
776. Bathypterois parini
777. Bathypterois pectinatus
778. Bathypterois perceptor
779. Bathypterois phenax
780. Bathypterois quadrifilis
781. Bathypterois ventralis
782. Bathypterois viridensis
783. Bathyraja abyssicola
784. Bathyraja aguja
785. Bathyraja albomaculata
786. Bathyraja aleutica
787. Bathyraja andriashevi
788. Bathyraja bergi
789. Bathyraja brachyurops
790. Bathyraja caeluronigricans
791. Bathyraja cousseauae
792. Bathyraja diplotaenia
793. Bathyraja eatonii
794. Bathyraja fedorovi
795. Bathyraja griseocauda
796. Bathyraja hesperafricana
797. Bathyraja hubbsi
798. Bathyraja interrupta
799. Bathyraja irrasa
800. Bathyraja ishiharai
801. Bathyraja isotrachys
802. Bathyraja lindbergi
803. Bathyraja longicauda
804. Bathyraja maccaini
805. Bathyraja macloviana
806. Bathyraja maculata
807. Bathyraja magellanica
808. Bathyraja mariposa
809. Bathyraja matsubarai
810. Bathyraja meridionalis
811. Bathyraja minispinosa
812. Bathyraja multispinis
813. Bathyraja murrayi
814. Bathyraja notoroensis
815. Bathyraja pallida
816. Bathyraja papilionifera
817. Bathyraja parmifera
818. Bathyraja peruana
819. Bathyraja pseudoisotrachys
820. Bathyraja richardsoni
821. Bathyraja scaphiops
822. Bathyraja schroederi
823. Bathyraja shuntovi
824. Bathyraja simoterus
825. Bathyraja smirnovi
826. Bathyraja smithii
827. Bathyraja spinicauda
828. Bathyraja spinosissima
829. Bathyraja trachouros
830. Bathyraja trachura
831. Bathyraja tunae
832. Bathyraja tzinovskii
833. Bathyraja violacea
834. Bathysauroides gigas
835. Bathysauropsis gracilis
836. Bathysauropsis malayanus
837. Bathysaurus ferox
838. Bathysaurus mollis
839. Bathysolea lactea
840. Bathysolea lagarderae
841. Bathysolea polli
842. Bathysolea profundicola
843. Bathysphyraenops declivifrons
844. Bathysphyraenops simplex
845. Bathystethus cultratus
846. Bathystethus orientale
847. Bathytroctes breviceps
848. Bathytroctes elegans
849. Bathytroctes inspector
850. Bathytroctes macrognathus
851. Bathytroctes macrolepis
852. Bathytroctes michaelsarsi
853. Bathytroctes microlepis
854. Bathytroctes oligolepis
855. Bathytroctes pappenheimi
856. Bathytroctes squamosus
857. Bathytroctes zugmayeri
858. Bathytyphlops marionae
859. Bathytyphlops sewelli
860. Bathyuroconger parvibranchialis
861. Bathyuroconger vicinus
862. Batrachocephalus mino
863. Batrachocottus baicalensis
864. Batrachocottus multiradiatus
865. Batrachocottus nikolskii
866. Batrachocottus talievi
867. Batrachoides boulengeri
868. Batrachoides gilberti
869. Batrachoides goldmani
870. Batrachoides liberiensis
871. Batrachoides manglae
872. Batrachoides pacifici
873. Batrachoides surinamensis
874. Batrachoides walkeri
875. Batrachoides waltersi
876. Batrachomoeus dahli
877. Batrachomoeus dubius
878. Batrachomoeus occidentalis
879. Batrachomoeus rubricephalus
880. Batrachomoeus trispinosus
881. Batrichthys albofasciatus
882. Batrichthys apiatus
883. Batrichthys felinus
884. Batrochoglanis acanthochiroides
885. Batrochoglanis melanurus
886. Batrochoglanis raninus
887. Batrochoglanis transmontanus
888. Batrochoglanis villosus
889. Beaglichthys bleekeri
890. Beaglichthys larsonae
891. Beaglichthys macrophthalmus
892. Beaufortia cyclica
893. Beaufortia huangguoshuensis
894. Beaufortia intermedia
895. Beaufortia kweichowensis
896. Beaufortia leveretti
897. Beaufortia liui
898. Beaufortia pingi
899. Beaufortia polylepis
900. Beaufortia szechuanensis
901. Beaufortia zebroidus
902. Bedotia albomarginata
903. Bedotia geayi
904. Bedotia leucopteron
905. Bedotia madagascariensis
906. Bedotia marojejy
907. Bedotia masoala
908. Beliops batanensis
909. Beliops xanthokrossos
910. Bellapiscis lesleyae
911. Bellapiscis medius
912. Bellator brachychir
913. Bellator egretta
914. Bellator farrago
915. Bellator gymnostethus
916. Bellator loxias
917. Bellator militaris
918. Bellator ribeiroi
919. Bellator xenisma
920. Belligobio nummifer
921. Belligobio pengxianensis
922. Bellottia apoda
923. Bellottia armiger
924. Belobranchus belobranchus
925. Belodontichthys dinema
926. Belodontichthys truncatus
927. Belone belone
928. Belone svetovidovi
929. Belonepterygion fasciolatum
930. Belonesox belizanus
931. Belonion apodion
932. Belonion dibranchodon
933. Belonoglanis brieni
934. Belonoglanis tenuis
935. Belonoperca chabanaudi
936. Belonoperca pylei
937. Belonophago hutsebouti
938. Belonophago tinanti
939. Belontia hasselti
940. Belontia signata
941. Bembradium furici
942. Bembradium roseum
943. Bembras adenensis
944. Bembras japonica
945. Bembras longipinnis
946. Bembras macrolepis
947. Bembras megacephala
948. Bembrops anatirostris
949. Bembrops cadenati
950. Bembrops caudimacula
951. Bembrops curvatura
952. Bembrops filifera
953. Bembrops gobioides
954. Bembrops greyi
955. Bembrops heterurus
956. Bembrops macromma
957. Bembrops magnisquamis
958. Bembrops morelandi
959. Bembrops nelsoni
960. Bembrops nematopterus
961. Bembrops ocellatus
962. Bembrops platyrhynchus
963. Bembrops quadrisella
964. Bembrops raneyi
965. Benitochromis batesii
966. Benitochromis conjunctus
967. Benitochromis finleyi
968. Benitochromis nigrodorsalis
969. Benitochromis riomuniensis
970. Benitochromis ufermanni
971. Benthalbella dentata
972. Benthalbella elongata
973. Benthalbella infans
974. Benthalbella linguidens
975. Benthalbella macropinna
976. Benthenchelys cartieri
977. Benthenchelys indicus
978. Benthenchelys pacificus
979. Benthobatis kreffti
980. Benthobatis marcida
981. Benthobatis moresbyi
982. Benthobatis yangi
983. Benthochromis horii
984. Benthochromis melanoides
985. Benthochromis tricoti
986. Benthocometes robustus
987. Benthodesmus elongatus
988. Benthodesmus macrophthalmus
989. Benthodesmus neglectus
990. Benthodesmus oligoradiatus
991. Benthodesmus pacificus
992. Benthodesmus papua
993. Benthodesmus simonyi
994. Benthodesmus suluensis
995. Benthodesmus tenuis
996. Benthodesmus tuckeri
997. Benthodesmus vityazi
998. Benthophiloides brauneri
999. Benthophilus baeri
1000. Benthophilus casachicus
1001. Benthophilus ctenolepidus
1002. Benthophilus durrelli
1003. Benthophilus granulosus
1004. Benthophilus grimmi
1005. Benthophilus kessleri
1006. Benthophilus leobergius
1007. Benthophilus leptocephalus
1008. Benthophilus leptorhynchus
1009. Benthophilus macrocephalus
1010. Benthophilus magistri
1011. Benthophilus mahmudbejovi
1012. Benthophilus nudus
1013. Benthophilus ragimovi
1014. Benthophilus spinosus
1015. Benthophilus stellatus
1016. Benthophilus svetovidovi
1017. Benthosema fibulatum
1018. Benthosema glaciale
1019. Benthosema panamense
1020. Benthosema pterotum
1021. Benthosema suborbitale
1022. Bergiaria platana
1023. Bergiaria westermanni
1024. Bero elegans
1025. Bero zanclus
1026. Bertella idiomorpha
1027. Beryx decadactylus
1028. Beryx mollis
1029. Beryx splendens
1030. Betta akarensis
1031. Betta albimarginata
1032. Betta anabatoides
1033. Betta antoni
1034. Betta apollon
1035. Betta aurigans
1036. Betta balunga
1037. Betta bellica
1038. Betta breviobesus
1039. Betta brownorum
1040. Betta burdigala
1041. Betta channoides
1042. Betta chini
1043. Betta chloropharynx
1044. Betta coccina
1045. Betta compuncta
1046. Betta cracens
1047. Betta dimidiata
1048. Betta edithae
1049. Betta enisae
1050. Betta falx
1051. Betta ferox
1052. Betta foerschi
1053. Betta fusca
1054. Betta gladiator
1055. Betta hipposideros
1056. Betta ibanorum
1057. Betta ideii
1058. Betta imbellis
1059. Betta krataios
1060. Betta lehi
1061. Betta livida
1062. Betta macrostoma
1063. Betta mandor
1064. Betta miniopinna
1065. Betta obscura
1066. Betta ocellata
1067. Betta pallida
1068. Betta pallifina
1069. Betta patoti
1070. Betta persephone
1071. Betta pi
1072. Betta picta
1073. Betta pinguis
1074. Betta prima
1075. Betta pugnax
1076. Betta pulchra
1077. Betta raja
1078. Betta renata
1079. Betta rubra
1080. Betta rutilans
1081. Betta schalleri
1082. Betta simorum
1083. Betta simplex
1084. Betta smaragdina
1085. Betta spilotogena
1086. Betta splendens
1087. Betta stigmosa
1088. Betta stiktos
1089. Betta strohi
1090. Betta taeniata
1091. Betta tomi
1092. Betta tussyae
1093. Betta uberis
1094. Betta unimaculata
1095. Betta waseri
1096. Bhanotia fasciolata
1097. Bhanotia nuda
1098. Bhanotia pauciradiata
1099. Bhavania arunachalensis
1100. Bhavania australis
1101. Bibarba bibarba
1102. Bidenichthys beeblebroxi
1103. Bidenichthys capensis
1104. Bidenichthys consobrinus
1105. Bidyanus bidyanus
1106. Bidyanus welchi
1107. Bifax lacinia
1108. Bihunichthys monopteroides
1109. Bilabria gigantea
1110. Bilabria ornata
1111. Binghamichthys aphos
1112. Biotodoma cupido
1113. Biotodoma wavrini
1114. Biotoecus dicentrarchus
1115. Biotoecus opercularis
1116. Bivibranchia bimaculata
1117. Bivibranchia fowleri
1118. Bivibranchia notata
1119. Bivibranchia simulata
1120. Bivibranchia velox
1121. Biwia tama
1122. Biwia zezera
1123. Blachea longicaudalis
1124. Blachea xenobranchialis
1125. Bleekeria kallolepis
1126. Bleekeria mitsukurii
1127. Bleekeria viridianguilla
1128. Blenniella bilitonensis
1129. Blenniella caudolineata
1130. Blenniella chrysospilos
1131. Blenniella cyanostigma
1132. Blenniella gibbifrons
1133. Blenniella interrupta
1134. Blenniella leopardus
1135. Blenniella paula
1136. Blenniella periophthalmus
1137. Blennioclinus brachycephalus
1138. Blennioclinus stella
1139. Blennius maoricus
1140. Blennius normani
1141. Blennius ocellaris
1142. Blennodesmus scapularis
1143. Blennodon dorsale
1144. Blennophis anguillaris
1145. Blennophis striatus
1146. Blepsias bilobus
1147. Blepsias cirrhosus
1148. Blicca bjoerkna
1149. Bodianus anthioides
1150. Bodianus axillaris
1151. Bodianus bathycapros
1152. Bodianus bilunulatus
1153. Bodianus bimaculatus
1154. Bodianus busellatus
1155. Bodianus cylindriatus
1156. Bodianus diana
1157. Bodianus dictynna
1158. Bodianus diplotaenia
1159. Bodianus eclancheri
1160. Bodianus flavifrons
1161. Bodianus flavipinnis
1162. Bodianus frenchii
1163. Bodianus insularis
1164. Bodianus izuensis
1165. Bodianus leucosticticus
1166. Bodianus loxozonus
1167. Bodianus macrognathos
1168. Bodianus macrourus
1169. Bodianus masudai
1170. Bodianus mesothorax
1171. Bodianus neilli
1172. Bodianus neopercularis
1173. Bodianus opercularis
1174. Bodianus oxycephalus
1175. Bodianus paraleucosticticus
1176. Bodianus perditio
1177. Bodianus prognathus
1178. Bodianus pulchellus
1179. Bodianus rubrisos
1180. Bodianus rufus
1181. Bodianus sanguineus
1182. Bodianus scrofa
1183. Bodianus sepiacaudus
1184. Bodianus solatus
1185. Bodianus speciosus
1186. Bodianus tanyokidus
1187. Bodianus thoracotaeniatus
1188. Bodianus trilineatus
1189. Bodianus unimaculatus
1190. Bodianus vulpinus
1191. Boehlkea fredcochui
1192. Boehlkenchelys longidentata
1193. Boesemania microlepis
1194. Bolbometopon muricatum
1195. Boleophthalmus birdsongi
1196. Boleophthalmus boddarti
1197. Boleophthalmus caeruleomaculatus
1198. Boleophthalmus dussumieri
1199. Boleophthalmus pectinirostris
1200. Bolinia euryptera
1201. Bolinichthys distofax
1202. Bolinichthys indicus
1203. Bolinichthys longipes
1204. Bolinichthys nikolayi
1205. Bolinichthys photothorax
1206. Bolinichthys pyrsobolus
1207. Bolinichthys supralateralis
1208. Bollmannia boqueronensis
1209. Bollmannia chlamydes
1210. Bollmannia communis
1211. Bollmannia eigenmanni
1212. Bollmannia gomezi
1213. Bollmannia litura
1214. Bollmannia longipinnis
1215. Bollmannia macropoma
1216. Bollmannia marginalis
1217. Bollmannia ocellata
1218. Bollmannia pawneea
1219. Bollmannia stigmatura
1220. Bollmannia umbrosa
1221. Bonapartia pedaliota
1222. Boops boops
1223. Boops lineatus
1224. Boopsoidea inornata
1225. Boraras brigittae
1226. Boraras maculatus
1227. Boraras merah
1228. Boraras micros
1229. Boraras urophthalmoides
1230. Boreogadus saida
1231. Boridia grossidens
1232. Borophryne apogon
1233. Borostomias abyssorum
1234. Borostomias antarcticus
1235. Borostomias elucens
1236. Borostomias mononema
1237. Borostomias pacificus
1238. Borostomias panamensis
1239. Bostockia porosa
1240. Bostrychus africanus
1241. Bostrychus aruensis
1242. Bostrychus microphthalmus
1243. Bostrychus sinensis
1244. Bostrychus strigogenys
1245. Bostrychus zonatus
1246. Bothragonus occidentalis
1247. Bothragonus swanii
1248. Bothrocara brunneum
1249. Bothrocara elongatum
1250. Bothrocara hollandi
1251. Bothrocara molle
1252. Bothrocara nyx
1253. Bothrocara pusillum
1254. Bothrocara soldatovi
1255. Bothrocara tanakai
1256. Bothrocarina microcephala
1257. Bothrocarina nigrocaudata
1258. Bothus assimilis
1259. Bothus constellatus
1260. Bothus ellipticus
1261. Bothus guibei
1262. Bothus leopardinus
1263. Bothus lunatus
1264. Bothus maculiferus
1265. Bothus mancus
1266. Bothus mellissi
1267. Bothus myriaster
1268. Bothus ocellatus
1269. Bothus pantherinus
1270. Bothus podas
1271. Bothus robinsi
1272. Bothus swio
1273. Bothus tricirrhitus
1274. Botia almorhae
1275. Botia birdi
1276. Botia dario
1277. Botia dayi
1278. Botia histrionica
1279. Botia javedi
1280. Botia kubotai
1281. Botia lohachata
1282. Botia macrolineata
1283. Botia pulchripinnis
1284. Botia rostrata
1285. Botia striata
1286. Botia udomritthiruji
1287. Boulengerella cuvieri
1288. Boulengerella lateristriga
1289. Boulengerella lucius
1290. Boulengerella maculata
1291. Boulengerella xyrekes
1292. Boulengerochromis microlepis
1293. Boulengeromyrus knoepffleri
1294. Bovichtus angustifrons
1295. Bovichtus argentinus
1296. Bovichtus chilensis
1297. Bovichtus diacanthus
1298. Bovichtus oculus
1299. Bovichtus psychrolutes
1300. Bovichtus variegatus
1301. Bovichtus veneris
1302. Brachaelurus waddi
1303. Brachaluteres jacksonianus
1304. Brachaluteres taylori
1305. Brachaluteres ulvarum
1306. Brachionichthys australis
1307. Brachionichthys hirsutus
1308. Brachirus aenea
1309. Brachirus annularis
1310. Brachirus aspilos
1311. Brachirus dicholepis
1312. Brachirus elongatus
1313. Brachirus harmandi
1314. Brachirus heterolepis
1315. Brachirus macrolepis
1316. Brachirus muelleri
1317. Brachirus orientalis
1318. Brachirus pan
1319. Brachirus panoides
1320. Brachirus siamensis
1321. Brachirus sorsogonensis
1322. Brachirus swinhonis
1323. Brachyamblyopus brachysoma
1324. Brachybembras aschemeieri
1325. Brachychalcinus copei
1326. Brachychalcinus nummus
1327. Brachychalcinus orbicularis
1328. Brachychalcinus parnaibae
1329. Brachychalcinus retrospina
1330. Brachydeuterus auritus
1331. Brachygalaxias bullocki
1332. Brachygalaxias gothei
1333. Brachyglanis frenatus
1334. Brachyglanis magoi
1335. Brachyglanis melas
1336. Brachyglanis microphthalmus
1337. Brachyglanis nocturnus
1338. Brachyglanis phalacra
1339. Brachygobius aggregatus
1340. Brachygobius doriae
1341. Brachygobius kabiliensis
1342. Brachygobius mekongensis
1343. Brachygobius nunus
1344. Brachygobius sabanus
1345. Brachygobius sua
1346. Brachygobius xanthomelas
1347. Brachygobius xanthozonus
1348. Brachyhypopomus beebei
1349. Brachyhypopomus bombilla
1350. Brachyhypopomus brevirostris
1351. Brachyhypopomus diazi
1352. Brachyhypopomus draco
1353. Brachyhypopomus janeiroensis
1354. Brachyhypopomus jureiae
1355. Brachyhypopomus occidentalis
1356. Brachyhypopomus pinnicaudatus
1357. Brachyistius aletes
1358. Brachyistius frenatus
1359. Brachymystax lenok
1360. Brachymystax savinovi
1361. Brachymystax tumensis
1362. Brachynectes fasciatus
1363. Brachyopsis segaliensis
1364. Brachypetersius cadwaladeri
1365. Brachypetersius huloti
1366. Brachypetersius notospilus
1367. Brachypetersius pseudonummifer
1368. Brachyplatystoma capapretum
1369. Brachyplatystoma filamentosum
1370. Brachyplatystoma juruense
1371. Brachyplatystoma platynemum
1372. Brachyplatystoma rousseauxii
1373. Brachyplatystoma tigrinum
1374. Brachyplatystoma vaillantii
1375. Brachypleura novaezeelandiae
1376. Brachypterois serrulata
1377. Brachyrhamdia heteropleura
1378. Brachyrhamdia imitator
1379. Brachyrhamdia marthae
1380. Brachyrhamdia meesi
1381. Brachyrhamdia rambarrani
1382. Brachyrhaphis cascajalensis
1383. Brachyrhaphis episcopi
1384. Brachyrhaphis hartwegi
1385. Brachyrhaphis hessfeldi
1386. Brachyrhaphis holdridgei
1387. Brachyrhaphis olomina
1388. Brachyrhaphis parismina
1389. Brachyrhaphis punctifer
1390. Brachyrhaphis rhabdophora
1391. Brachyrhaphis roseni
1392. Brachyrhaphis roswithae
1393. Brachyrhaphis terrabensis
1394. Brachysomophis atlanticus
1395. Brachysomophis cirrocheilos
1396. Brachysomophis crocodilinus
1397. Brachysomophis henshawi
1398. Brachysomophis longipinnis
1399. Brachysomophis porphyreus
1400. Brachysomophis umbonis
1401. Brama australis
1402. Brama brama
1403. Brama caribbea
1404. Brama dussumieri
1405. Brama japonica
1406. Brama myersi
1407. Brama orcini
1408. Brama pauciradiata
1409. Bramocharax baileyi
1410. Bramocharax bransfordii
1411. Bramocharax caballeroi
1412. Bramocharax dorioni
1413. Branchiostegus albus
1414. Branchiostegus argentatus
1415. Branchiostegus auratus
1416. Branchiostegus australiensis
1417. Branchiostegus doliatus
1418. Branchiostegus gloerfelti
1419. Branchiostegus hedlandensis
1420. Branchiostegus ilocanus
1421. Branchiostegus japonicus
1422. Branchiostegus paxtoni
1423. Branchiostegus sawakinensis
1424. Branchiostegus semifasciatus
1425. Branchiostegus serratus
1426. Branchiostegus vittatus
1427. Branchiostegus wardi
1428. Bregmaceros arabicus
1429. Bregmaceros atlanticus
1430. Bregmaceros bathymaster
1431. Bregmaceros cantori
1432. Bregmaceros houdei
1433. Bregmaceros japonicus
1434. Bregmaceros lanceolatus
1435. Bregmaceros mcclellandi
1436. Bregmaceros nectabanus
1437. Bregmaceros neonectabanus
1438. Bregmaceros pescadorus
1439. Bregmaceros pseudolanceolatus
1440. Bregmaceros rarisquamosus
1441. Breitensteinia cessator
1442. Breitensteinia hypselurus
1443. Breitensteinia insignis
1444. Brephostoma carpenteri
1445. Breviraja claramaculata
1446. Breviraja colesi
1447. Breviraja marklei
1448. Breviraja mouldi
1449. Breviraja nigriventralis
1450. Breviraja spinosa
1451. Brevoortia aurea
1452. Brevoortia gunteri
1453. Brevoortia patronus
1454. Brevoortia pectinata
1455. Brevoortia smithi
1456. Brevoortia tyrannus
1457. Brienomyrus adustus
1458. Brienomyrus brachyistius
1459. Brienomyrus curvifrons
1460. Brienomyrus hopkinsi
1461. Brienomyrus kingsleyae eburneensis
1462. Brienomyrus kingsleyae kingsleyae
1463. Brienomyrus longianalis
1464. Brienomyrus longicaudatus
1465. Brienomyrus niger
1466. Brienomyrus sphekodes
1467. Brienomyrus tavernei
1468. Brinkmannella elongata
1469. Brittanichthys axelrodi
1470. Brittanichthys myersi
1471. Brochiloricaria chauliodon
1472. Brochiloricaria macrodon
1473. Brochiraja aenigma
1474. Brochiraja albilabiata
1475. Brochiraja asperula
1476. Brochiraja leviveneta
1477. Brochiraja microspinifera
1478. Brochiraja spinifera
1479. Brochis britskii
1480. Brochis multiradiatus
1481. Brochis splendens
1482. Brosme brosme
1483. Brosmodorsalis persicinus
1484. Brosmolus longicaudus
1485. Brosmophyciops pautzkei
1486. Brosmophycis marginata
1487. Brotula barbata
1488. Brotula clarkae
1489. Brotula flaviviridis
1490. Brotula multibarbata
1491. Brotula ordwayi
1492. Brotula townsendi
1493. Brotulinella taiwanensis
1494. Brotulotaenia brevicauda
1495. Brotulotaenia crassa
1496. Brotulotaenia nielseni
1497. Brotulotaenia nigra
1498. Brustiarius nox
1499. Brustiarius solidus
1500. Bryaninops amplus
1501. Bryaninops dianneae
1502. Bryaninops erythrops
1503. Bryaninops isis
1504. Bryaninops loki
1505. Bryaninops natans
1506. Bryaninops nexus
1507. Bryaninops ridens
1508. Bryaninops tigris
1509. Bryaninops yongei
1510. Brycinus abeli
1511. Brycinus affinis
1512. Brycinus bimaculatus
1513. Brycinus brevis
1514. Brycinus carmesinus
1515. Brycinus carolinae
1516. Brycinus derhami
1517. Brycinus ferox
1518. Brycinus fwaensis
1519. Brycinus grandisquamis
1520. Brycinus imberi
1521. Brycinus intermedius
1522. Brycinus jacksonii
1523. Brycinus kingsleyae
1524. Brycinus lateralis
1525. Brycinus leuciscus
1526. Brycinus longipinnis
1527. Brycinus luteus
1528. Brycinus macrolepidotus
1529. Brycinus minutus
1530. Brycinus nigricauda
1531. Brycinus nurse
1532. Brycinus opisthotaenia
1533. Brycinus poptae
1534. Brycinus rhodopleura
1535. Brycinus sadleri
1536. Brycinus taeniurus
1537. Brycinus tholloni
1538. Brycon alburnus
1539. Brycon amazonicus
1540. Brycon argenteus
1541. Brycon atrocaudatus
1542. Brycon behreae
1543. Brycon bicolor
1544. Brycon cephalus
1545. Brycon chagrensis
1546. Brycon coquenani
1547. Brycon coxeyi
1548. Brycon dentex
1549. Brycon devillei
1550. Brycon falcatus
1551. Brycon ferox
1552. Brycon fowleri
1553. Brycon gouldingi
1554. Brycon guatemalensis
1555. Brycon henni
1556. Brycon hilarii
1557. Brycon insignis
1558. Brycon labiatus
1559. Brycon medemi
1560. Brycon meeki
1561. Brycon melanopterus
1562. Brycon moorei
1563. Brycon nattereri
1564. Brycon obscurus
1565. Brycon oligolepis
1566. Brycon opalinus
1567. Brycon orbignyanus
1568. Brycon orthotaenia
1569. Brycon pesu
1570. Brycon petrosus
1571. Brycon polylepis
1572. Brycon posadae
1573. Brycon rubricauda
1574. Brycon sinuensis
1575. Brycon stolzmanni
1576. Brycon striatulus
1577. Brycon unicolor
1578. Brycon vermelha
1579. Brycon whitei
1580. Bryconacidnus ellisi
1581. Bryconacidnus hemigrammus
1582. Bryconacidnus paipayensis
1583. Bryconadenos tanaothoros
1584. Bryconaethiops boulengeri
1585. Bryconaethiops macrops
1586. Bryconaethiops microstoma
1587. Bryconaethiops quinquesquamae
1588. Bryconamericus agna
1589. Bryconamericus alfredae
1590. Bryconamericus alpha
1591. Bryconamericus andresoi
1592. Bryconamericus bayano
1593. Bryconamericus beta
1594. Bryconamericus bolivianus
1595. Bryconamericus brevirostris
1596. Bryconamericus carlosi
1597. Bryconamericus caucanus
1598. Bryconamericus charalae
1599. Bryconamericus cinarucoense
1600. Bryconamericus cismontanus
1601. Bryconamericus cristiani
1602. Bryconamericus dahli
1603. Bryconamericus deuterodonoides
1604. Bryconamericus diaphanus
1605. Bryconamericus ecai
1606. Bryconamericus eigenmanni
1607. Bryconamericus emperador
1608. Bryconamericus exodon
1609. Bryconamericus galvisi
1610. Bryconamericus gonzalezi
1611. Bryconamericus grosvenori
1612. Bryconamericus guaytarae
1613. Bryconamericus guizae
1614. Bryconamericus huilae
1615. Bryconamericus hyphesson
1616. Bryconamericus hypopterus
1617. Bryconamericus icelus
1618. Bryconamericus ichoensis
1619. Bryconamericus iheringii
1620. Bryconamericus ikaa
1621. Bryconamericus lambari
1622. Bryconamericus lassorum
1623. Bryconamericus loisae
1624. Bryconamericus macrophthalmus
1625. Bryconamericus megalepis
1626. Bryconamericus mennii
1627. Bryconamericus microcephalus
1628. Bryconamericus miraensis
1629. Bryconamericus motatanensis
1630. Bryconamericus multiradiatus
1631. Bryconamericus novae
1632. Bryconamericus orinocoense
1633. Bryconamericus ornaticeps
1634. Bryconamericus osgoodi
1635. Bryconamericus pachacuti
1636. Bryconamericus patriciae
1637. Bryconamericus pectinatus
1638. Bryconamericus peruanus
1639. Bryconamericus phoenicopterus
1640. Bryconamericus plutarcoi
1641. Bryconamericus pyahu
1642. Bryconamericus ricae
1643. Bryconamericus rubropictus
1644. Bryconamericus scleroparius
1645. Bryconamericus simus
1646. Bryconamericus singularis
1647. Bryconamericus stramineus
1648. Bryconamericus subtilisform
1649. Bryconamericus sylvicola
1650. Bryconamericus tenuis
1651. Bryconamericus ternetzi
1652. Bryconamericus terrabensis
1653. Bryconamericus thomasi
1654. Bryconamericus turiuba
1655. Bryconamericus uporas
1656. Bryconamericus yokiae
1657. Bryconamericus ytu
1658. Bryconamericus zeteki
1659. Bryconella pallidifrons
1660. Bryconexodon juruenae
1661. Bryconexodon trombetasi
1662. Bryconops affinis
1663. Bryconops alburnoides
1664. Bryconops caudomaculatus
1665. Bryconops colanegra
1666. Bryconops colaroja
1667. Bryconops collettei
1668. Bryconops cyrtogaster
1669. Bryconops disruptus
1670. Bryconops durbini
1671. Bryconops giacopinii
1672. Bryconops gracilis
1673. Bryconops humeralis
1674. Bryconops imitator
1675. Bryconops inpai
1676. Bryconops magoi
1677. Bryconops melanurus
1678. Bryconops transitoria
1679. Bryconops vibex
1680. Bryozoichthys lysimus
1681. Bryozoichthys marjorius
1682. Bryx analicarens
1683. Bryx dunckeri
1684. Bryx heraldi
1685. Bryx randalli
1686. Bryx veleronis
1687. Buccochromis atritaeniatus
1688. Buccochromis heterotaenia
1689. Buccochromis lepturus
1690. Buccochromis nototaenia
1691. Buccochromis oculatus
1692. Buccochromis rhoadesii
1693. Buccochromis spectabilis
1694. Buenia affinis
1695. Buenia jeffreysii
1696. Bufoceratias shaoi
1697. Bufoceratias thele
1698. Bufoceratias wedli
1699. Buglossidium luteum
1700. Bujurquina apoparuana
1701. Bujurquina cordemadi
1702. Bujurquina eurhinus
1703. Bujurquina hophrys
1704. Bujurquina huallagae
1705. Bujurquina labiosa
1706. Bujurquina mariae
1707. Bujurquina megalospilus
1708. Bujurquina moriorum
1709. Bujurquina oenolaemus
1710. Bujurquina ortegai
1711. Bujurquina peregrinabunda
1712. Bujurquina robusta
1713. Bujurquina syspilus
1714. Bujurquina tambopatae
1715. Bujurquina vittata
1716. Bujurquina zamorensis
1717. Bulbonaricus brauni
1718. Bulbonaricus brucei
1719. Bulbonaricus davaoensis
1720. Bullisichthys caribbaeus
1721. Bullockia maldonadoi
1722. Bunaka gyrinoides
1723. Bunaka pinguis
1724. Bunocephalus aleuropsis
1725. Bunocephalus amaurus
1726. Bunocephalus amazonicus
1727. Bunocephalus bifidus
1728. Bunocephalus chamaizelus
1729. Bunocephalus colombianus
1730. Bunocephalus coracoideus
1731. Bunocephalus doriae
1732. Bunocephalus iheringii
1733. Bunocephalus knerii
1734. Bunocephalus larai
1735. Bunocephalus quadriradiatus
1736. Bunocephalus rugosus
1737. Bunocephalus verrucosus
1738. Butis amboinensis
1739. Butis butis
1740. Butis gymnopomus
1741. Butis humeralis
1742. Butis koilomatodon
1743. Butis melanostigma
1744. Bythaelurus incanus
1745. Bythites fuscus
1746. Bythites gerdae
1747. Bythites islandicus